# Amber Smith
Az Amber Smith 2000-ben alakult magyar indie rock együttes, az egyik legrégebben létező itthoni indie zenekar. Az Amber Smith a budapesti indie zenei szcéna legaktívabb és egyben legtermékenyebb tagja. New című albumukat Fonogram-díjra jelölték "Az év hazai modern pop-rock albuma vagy hangfelvétele" kategóriában 2018-ban.

## Története

### Kezdetek
Az Amber Smitht Poniklo Imre alapította 2000 elején, mint egy kezdeti próbálkozást, külső projektet. 2000-ig ugyanis a kísérletező, vonóssal kiegészült, kamarakoncerteket adó Fanzine gitárosa volt. A Fanzine két lemezt adott ki magánkiadásban (Neon, 1997 és Minden, 1999) majd 2000-ben feloszlottak (érdekesség, hogy a Fanzine énekese, José Simon, professzionális grafikus lévén azóta is az Amber Smith arculattervezője).
Poniklo 2000 elején kért meg néhány zenész ismerőst (a már Fanzine-ben is vele játszó Örményi Ákost, Egyedi Pétert és Földes Ádámot, hogy rögzítsenek néhány demót; ebből lett az Above the Clouds, amelyre felfigyelt a berlini Firestation Records kiadó és később 4 dalt ki is adott There Is No Way címmel. Egy nagylemez (Nincs szükség ránk) és egy ötszámos EP (Pozitív) után (többek szerint az együttes addigi kreatív csúcspontján) Poniklo Londonba, majd Írországba költözött, a többiek pedig megalakították az Annabarbi együttest. 2001 szeptembere és 2002 augusztusa közt az Amber Smith gyakorlatilag Poniklo fantomegyüttese volt.

### My little servant
2002 nyarán visszatérve csatlakozott Ács Oszkár (a szegedi Időrablók énekes-frontembere), hogy rögzítsék az első „rendes” kiadásban megjelenő lemez, a My Little Servant anyagát. Ebben az időben folyamatos tagcserék jellemezték az Amber Smitht (Nathan Johnson, Pete Pawinski, Faragó Tamás, José Simon), de a 2003 márciusában megjelenő lemez elindította a csapat szekerét: német-, francia-, spanyol-, horvátországi turnék és Poniklo két szólókoncertje Tokióban.
2004 nyarára kialakult a jelenlegi felállás, majd további turnék után rögzítették a rePRINT című nagylemezt. 2005 tavaszán jelent meg a beharangozó kislemez, a Hello Sun bakeliten Németországban, majd októberben CD-n is.
Ekkor, 2005 októberében jelent meg ötéves szünet után Yonderboi második nagylemeze is, a Splendid Isolation, amelyik első kislemeze a Poniklo Imrével közösen írt és előadott Were you thinking of me? volt, továbbá a lemezen két dalban is basszusgitározik Ács Oszkár (Were you thinking of me? és a második kislemez People always talk about the weather).

### Reprint
2006 hozta meg az áttörést az Amber Smithnek (legalábbis Magyarországon): 2006 márciusában jelent meg a rePRINT, amelynek az egykori Cocteau Twins-vezér Robin Guthrie a producere (kivéve a címadó dalt, amelynek Yonderboi). A kritikák mindenhol nagyon kedvezőek voltak és a lemez sikere az együttest az ország egyik leginkább kedvelt koncertegyüttesévé tette.
Az album német nyelvterületen (Németország, Ausztria, Svájc) is megjelent és kiadása után a DCRC (német egyetemi és főiskolai rádiók listája) első helyén debütált.
2006 nyarán egy második kislemez kiadása is felmerült, ami azonban végül csak egy rádiós promókislemez lett (Sea eyes), és a hozzá forgatott videóklip sohasem látott napvilágot.

### Introspective
Az év végén az Amber Smith nekilátott a következő lemez munkálataihoz. Ez alkalommal Chris Brown segítségével készült az album, aki sok más között olyan előadókkal dolgozott együtt már, mint a Radiohead (The Bends), a Muse (Origin of Symmetry), vagy Paul McCartney és a Beatles (Anthology). 14 dalt vettek fel, az első kislemez Introspective címmel 2007. november végén látott napvilágot. Az album, szintén Introspective címmel február 18-án jelent meg Magyarországon és február 29-én a Baltikumban, majd a tavasz folyamán Németországban a Firestation Records terjesztésében.
A nagylemez, különösen két kislemeze (’’Introspective’’, ’’Select all/delete all’’) igen nagy siker lett 2008-ban, részben köszönhetően a kiemelkedő rádiós játszásoknak. Az album maga a Pesti Est listáján 2008 legjobb magyar lemeze lett, és elnyerte a 2008 legjobb magyar alternatív albuma Fonogram-díjat is.

### Time
A zenekar 2009. március 14-én új kislemezt jelentetett meg "Time" címmel. A pendrive formátumú anyagon az új dal mellett remixek és a "Time"-hoz készült videó is megtalálható. Szintén márciusban a zenekar, története során először az USA-ban lépett fel: San Antonióban és Austinban, a híres South By Southwest (SXSW) fesztiválon.
Kőváry Zoltán gitáros ebben az évben, 5 év után távozott a zenekarból, hogy saját, The Trousers néven még 2004-ben alapított zenekarára koncentrálhasson. Ez év októberében a csapat a Művészetek Palotájában lépett fel, majd határozatlan időre felfüggesztette a működését.
2010-ben Poniklo Imre (Bátor Bence dobos segítségével) szólólemezt, Ács Oszkár pedig a Heaven Street Seven frontemberével, Szűcs Krisztiánnal közösen The Twist zenekarával jelentetett meg albumot. Az Amber Smith mindössze két, franciaországi koncert erejéig zenélt ebben az évben. Októberben azonban újra próbálni kezdtek, melyek eredménye a 2011-es "Square 1" EP, majd a 2012 februárjában megjelent cím nélküli, ötödik sorlemez lett.

### Amber Smith
A lemez kritikailag remek fogadtatást kapott, és több közönség-kedvenc dalt is tartalmaz (Bourbon and Soda, Faster than the speed of light).
2013 elején Ács Oszkár 10 év után távozott az Amber Smith-ből. Az év decemberében, mint életjel a zenekar megjelentetett egy két számos digitális kislemezt Another Way címmel, amelyen szerzőként is bemutatkozott Oleg Toof Zubkov basszusgitáros. A kislemez felvételei a pesterzsébeti Abnormal Stúdióban készültek.

### Modern
A csapat hihetetlen gyorsasággal rögzítette hatodik lemezét 2014 őszén, ami 2015 áprilisában jelent meg ''Modern'' címmel, és ismét pozitív kritikák fogadták.

### New
2017. április 24-én a megjelent a zenekar hetedik nagy lemeze New címmel. Ez volt az első lemez amin Oleg Zubkov is kivette a részét a dalszerzésben. A nyolc dalt tartalmazó nagy lemezen olyan vendégzenészek szerepelnek mint Szarvas Árpád az EZ Basic-ből, vagy Jónás Vera és Szekeres András a Junkies-ból. A lemezt a Starmusic stúdióban rögzítették és a felvételt Zwickl Ábel irányította. A borítót, mint mindig, Jose Simon tervezte. Az albumot 2018-ban Fonogram-dijra jelölték.

### Record
2020 március 31-én Record címmel jelent meg a zenekar 8.-ik nagylemeze. A lemezt a Stamusic stúdióban rögzítették Zwickl Ábel hangmérnök segítségével. The Folksinger's Midlife Crisis című dalon Póka Zalán billentyűzik. Sajó Dávid, az Index.hu lemezkritkusa, 10-ből 4 pontot adott a lemezre. 

Once Upon A Time
2024 április 26-án jelent meg az amber smith kilencedik albuma. A lemezt a Y Sound és Gresta Sound stúdiókban rögzitették 2023-ban Brucker Bence és Gresicki Tamás segitségével. 

## Diszkográfia

### Albumok
- Nincs szükség ránk (szerzői kiadás, 2001)
- My little servant (Firestation Records, 2003)
- rePRINT (Kalinkaland Records, 2006)
- Introspective (M.P.3 International, 2008)
- amber smith (szerzői kiadás, 2012)
- Modern (szerzői kiadás, 2015)
- New (szerzői kiadás, 2017)
- Record (szerzői kiadás, 2020)
- Once Upon A Time (szerzői kiadás, 2024)

### Kislemezek és EP-k
- Pozitív (szerzői kiadás, 2001)
- There is no way (Firestation Records, 2001)
- Hello Sun (7" hanglemez-vinyl, Phoebe Music, 2005)
- Hello Sun (CD, Kalinkaland Records, 2005)
- Sea Eyes (CD, promo, Kalinkaland Records, 2006)
- Introspective (CD, M.P.3.Agency, 2007)
- Select all/delete all (CD, M.P.3 Agency, 2008 – Baltics promo only)
- Time (2009, szerzői)
- Square 1 (2011, szerzői)
- Another Way (2013, szerzői)
- Superficial (2021, szerzői)

### Videóklipek
- I was the first (2003)
- Hello Sun (2006)
- Sea eyes /unreleased/ (2006)
- Introspective (2007)
- Select All/Delete All (2008)
- Time (2009)
- Faster than the speed of light (2012)
- Bourbon and Soda (2012)
- Another Way (2013)
- Hold On To Your Love (2015)
- Same Old Tune (2015)
- Barking Dog (2015)
- Cape (2017)
- Straight to Video (2017)
- Wasted Love (2020)
- Pinocchio (2021)
- What Do You Know About Love? (2024)
- Over The Moon (2024)

## Tagok

### Jelenlegi tagok
- Poniklo Imre – ének és gitár (2000-)
- Faragó Tamás – gitár
- Oleg Zubkov – basszusgitár (2013-)
- Bátor Bence – dobok (2005-)

### Korábbi tagok
- Kőváry Zoltán – gitár
- Ács Oszkár – basszusgitár
- Egyedi Péter - gitár
- Őrmányi Ákos - basszusgitár
- Simon "Simca" Tibor - dob
- Póka Zalán - billentyű
- Szabados Gergely - gitár